# Population Control
Population Control è il quarto album del produttore hip hop statunitense Statik Selektah, pubblicato nel 2011.
| Recensione | Giudizio |
| ---------- | -------- |
| AllMusic   | [ 1 ]    |
| XXL        | [ 2 ]    |
| HipHopDX   | [ 3 ]    |

## Tracce
1. Population Control (featuring Sean Price & Termanology) – 2:06
2. Play the Game (featuring Big K.R.I.T. & Freddie Gibbs) – 3:49
3. Groupie Love (featuring Mac Miller & Josh Xantus) – 3:01
4. New York, New York (featuring Styles P, Saigon & Jared Evan) – 3:12
5. Sam Jack (featuring XV, Jon Connor & The Kid Daytona) – 4:00
6. Never a Dull Moment (featuring Action Bronson, Termanology & Bun B) – 3:57
7. You're Gone (featuring Talib Kweli, Colin Munroe & Lil Fame) – 3:46
8. They Don't Know (featuring Pill & Reks) – 4:32
9. Down (featuring Push! Montana & Lep Bogus Boys) – 3:50
10. Let's Build (featuring Chace Infinite, JFK, Mitchy Slick & Wais P) – 4:04
11. Smoke On (featuring Dom Kennedy & Strong Arm Steady) – 4:03
12. The High Life (featuring Kali, Isaac Castor & Chris Webby) – 3:33
13. Half Moon Part (featuring Skyzoo, Chuuwee & Tayyib Ali) – 3:56
14. Black Swan (featuring Nitty Scott, MC & Rapsody) – 3:51
15. Harlem Blues (featuring Smoke DZA) – 3:14
16. Gold In 3D (featuring STS & Dosage) – 3:08
17. Damn Right (featuring Joell Ortiz & Brother Ali) – 4:43
18. Live & Let Live (featuring Lecrae) – 3:25
19. A DJ Saved My Life (featuring DJ Premier, DJ Babu, Scram Jones & DJ Caze) – 6:22

Traccia bonus su iTunes
1. 4Gs (featuring Easy Money, Termanology, Scram Jones & Wais P) – 3:36

## Classifiche
| Classifica (2011)         | Posizione massima |
| ------------------------- | ----------------- |
| US Heatseekers Albums     | 11                |
| US Top Rap Albums         | 22                |
| US Top R&B/Hip-Hop Albums | 39                |